# Spirobolus
Spirobolus är ett släkte av mångfotingar. Spirobolus ingår i familjen Spirobolidae.

## Dottertaxa tillSpirobolus, i alfabetisk ordning[1]
- Spirobolus adipatus
- Spirobolus auratus
- Spirobolus bivirgatus
- Spirobolus brandti
- Spirobolus brevipes
- Spirobolus bungii
- Spirobolus caelatus
- Spirobolus callosus
- Spirobolus carinatus
- Spirobolus caudulanus
- Spirobolus celebensis
- Spirobolus colubrinus
- Spirobolus coriaceus
- Spirobolus corvinus
- Spirobolus costatus
- Spirobolus crassicollis
- Spirobolus crepidatus
- Spirobolus cupulifer
- Spirobolus dealbatus
- Spirobolus decoratus
- Spirobolus detornatus
- Spirobolus dissentaneus
- Spirobolus dorsopunctatus
- Spirobolus duvernoyi
- Spirobolus elegans
- Spirobolus elevatus
- Spirobolus exquisitus
- Spirobolus facatus
- Spirobolus falcatus
- Spirobolus falkensteinii
- Spirobolus fasciculatus
- Spirobolus festivus
- Spirobolus flavocinctus
- Spirobolus flavopunctatus
- Spirobolus fomosus
- Spirobolus fossulifer
- Spirobolus fundipudens
- Spirobolus gianteus
- Spirobolus globulanus
- Spirobolus godmani
- Spirobolus graeffei
- Spirobolus hamatus
- Spirobolus holosericus
- Spirobolus hoplurus
- Spirobolus impudicus
- Spirobolus joannisi
- Spirobolus juloides
- Spirobolus laetus
- Spirobolus litoralis
- Spirobolus luctuosus
- Spirobolus lugubris
- Spirobolus marginatus
- Spirobolus miniapitus
- Spirobolus multiforus
- Spirobolus noronhensis
- Spirobolus obscurus
- Spirobolus obtusospinosus
- Spirobolus octoporus
- Spirobolus olfersii
- Spirobolus phranus
- Spirobolus pictus
- Spirobolus platyops
- Spirobolus praelongus
- Spirobolus proporus
- Spirobolus proposus
- Spirobolus pulchripes
- Spirobolus punctiplenus
- Spirobolus pyrocephalus
- Spirobolus rugosus
- Spirobolus saussurii
- Spirobolus scrobiculatus
- Spirobolus segmentatus
- Spirobolus seychellarum
- Spirobolus signifer
- Spirobolus simulans
- Spirobolus spinipodex
- Spirobolus spirostreptinus
- Spirobolus strigosus
- Spirobolus sulcatus
- Spirobolus tegulatus
- Spirobolus tessellatus
- Spirobolus undulatus
- Spirobolus unisulcatus
- Spirobolus uroceros
- Spirobolus vogesi